# Vyšný Hrabovec
Vyšný Hrabovec – wieś (obec) na Słowacji położona w kraju preszowskim, w powiecie Stropkov. Pierwsze wzmianki o miejscowości pochodzą z roku 1408.
Według danych z dnia 31 grudnia 2012, wieś zamieszkiwały 193 osoby, w tym 90 kobiet i 103 mężczyzn.
W 2001 roku rozkład populacji względem narodowości i przynależności etnicznej wyglądał następująco:
- Słowacy – 95,24%
- Czesi – 2,38%
- Romowie – 0,95%
- Ukraińcy – 0,48%

Ze względu na wyznawaną religię struktura mieszkańców kształtowała się w 2001 roku następująco:
- Katolicy rzymscy – 45,71%
- Grekokatolicy – 51,9%
- Prawosławni – 1,43%
- Nie podano – 0,95%